# THE☆BUSAIKU
THE☆BUSAIKU（ザ　ブサイク）は、2005年7月にサンモールスタジオ（東京・新宿）で公開された
vintage organization制作のミュージカル・コメディー。
平凡に暮らすOLたちが玉の輿結婚を狙って、笑いあり感動ありな展開を繰り広げる。

## あらすじ
社長の息子である御曹司が自分たちの支店に配属されるという噂を聞いたOLたちは、幸せな結婚生活を手に入れようと、御曹司を廻って争奪戦を開始。持ち前の容姿を武器にする美人たち、それに負けまいと対抗するブサイクと、自分に自信が持てない根暗なブサイク、勝敗は決まったようなものだった。しかし、その肝心な御曹司が誰なのか分からないどころか情報すら掴めず、辺りの社員に目星を付けては誘惑し、それがはずれると手のひらを返した態度で振り払う美人たち。その美人たちの態度についにブサイクが叱正を放つ。結局、御曹司が誰なの分からず次第に狂いだすOLたち。しかし、実はその御曹司というのは…。

## 概要
一見、王道的なストーリーパターンだが、思いもよらない二重三重の展開返しや、最終的には観客の誰もが微笑ましく思えるような展開が繰り広げられている。
ミュージカルと謳っているが、この作品におけるほとんどの歌の場面では、芝居、歌、ダンスの一体によるストーリー進行というミュージカル独特の形式から離れているため、音楽劇の部類に入るのではという見方が強く、また、そういった理由から、歌は必要ないのではという批評もある。
小劇場での公演でありながら、総勢22名の出演者による歌とダンスに加え、オーケストラやロックバンドなどのサウンドを多彩に使った音楽により豪華な舞台を演出している反面、女性による演出であるためか、喜怒哀楽の全ての場面において女性ならではの感性が組み込まれており、非常に繊細な演出もなされている。

## スタッフ
- 作・演出：桜木さやか
- 音楽：Takashi "TA-SACRA" Sakuragi
- 振付：小峰良枝

## キャスト
- 井渕多恵：桜木さやか
- 南あや：民部良子
- 立花美咲：白石知世
- 浦崎可憐：上谷佳澄
- 遠藤まき子（まめこ）工藤理恵
- 上杉真治：鎌苅健太
- 斉藤翼：宮島幸春
- 王子/斉藤一：MARCO
- 師匠：郷内学
- 渡辺ゆず：鈴木亜里咲
- 渡辺正：大西寿昭
- 田中菜穂：小林夢子
- 青木幸介：武石隆義
- 美山ゆかり
- 小林勝弥
- 伊能理恵
- 後藤由佳
- 堀祐子
- 小峰良枝
- 植田千秋
- 祖父江桂子
- 沖南海子

## その他
- 2008年2月に、新宿シアターアプルでの再演が予定されていたが延期となった。
- 作・演出の桜木さやかと音楽のTakashi "TA-SACRA" Sakuragiは同姓ではあるが、同家系などの関係性はない。